# (473141) 2015 KN5
(473141) 2015 KN5 es un asteroide perteneciente al cinturón de asteroides, descubierto el 10 de septiembre de 2007 por el equipo del Mount Lemmon Survey desde el Observatorio del Monte Lemmon, Arizona, Estados Unidos.

## Designación y nombre
Designado provisionalmente como 2015 KN5.

## Características orbitales
2015 KN5 está situado a una distancia media del Sol de 2,854 ua, pudiendo alejarse hasta 3,365 ua y acercarse hasta 2,342 ua. Su excentricidad es 0,179 y la inclinación orbital 13,30 grados. Emplea 1761 días en completar una órbita alrededor del Sol.

## Características físicas
La magnitud absoluta de 2015 KN5 es 16,5.